# Roberto Manzano Díaz
Roberto Francisco Manzano Díaz (Ciego de Ávila, Cuba, 1949) es un poeta,  ensayista, editor, promotor cultural y  profesor cubano.

## Biografía
Roberto Francisco Manzano Díaz nace el 20 de septiembre de 1949, en la ciudad de Ciego de Ávila, Cuba, antigua provincia de Camagüey. Hijo de campesinos pobres. Cursó estudios primarios en una escuela pública primero y luego en una privada. A los 12 años obtiene una beca de estudios secundarios en las montañas de la Sierra Maestra para ejercer el magisterio. Más tarde, seguirá su formación como maestro en Topes de Collantes en las montañas del Escambray, Cuba, durante dos años. Se incorpora en Ciego de Ávila a lo que se conoce como movimiento de talleres literarios en 1970. En 1978 se traslada a la Isla de la Juventud, donde permanece hasta 1980. Ese año se establece en la vecina provincia de Camagüey donde fundará su familia. Obtiene la Licenciatura en Educación en 1988 y el título de máster en Cultura Latinoamericana  en 1999. Durante veintiocho años trabajó como profesor de literatura en varios centros educacionales cubanos de todos los niveles. A principios de este siglo se traslada a La Habana donde reside hasta hoy. Ha sido editor –Editorial Ácana, Editorial Extramuros, Centro Provincial del Libro y la Literatura en La Habana, revista Amnios- y profesor adjunto de la Universidad de La Habana. Ha coordinado y participado en numerosas actividades de promoción cultural y talleres literarios.

## Poeta
A los catorce años, en 1963, envía desde Minas del Frío a sus padres, en Ciego de Ávila, su primer texto literario. En torno a los veinte años hace públicos sus primeros poemas. A inicio de los años setenta, en un encuentro nacional de Talleres Literarios en el Museo Ignacio Agramonte de la ciudad de Camagüey,  se da a conocer con su poema Canto a la sabana, texto que marca un giro en la poesía cubana al reaccionar contra el coloquialismo y retomar el protagonismo del paisaje y de la naturaleza cubana para la poesía tal como lo había hecho la tradición poética cubana. Por su importancia y por la tardía publicación de este texto, Manzano era considerado por el poeta cubano Alex Pausides como “el poeta cubano inédito más importante de los setenta”. El libro Canto a la sabana tarda veintitrés años en ser publicado. Las consecuencias desfavorecedoras de este hecho se ven reflejadas hoy en la crítica literaria actual.  El primer libro que se publica de Manzano es Puerta al camino 1992, cuya redacción data de los años 70. Hasta hoy ha publicado alrededor de veinticinco libros de poesía y ensayo. Su obra poética ha sido recogida en antologías cubanas y extranjeras. Su poesía ha sido traducida al griego, al inglés y al chino. Como poeta ha recibido numerosos premios nacionales e internacionales.

### La poesía de la tierra
El conjunto de su obra publicada hasta el momento, aunque conserva su identidad artística y sus principios cosmovisivos esenciales, se presenta por fases ideoestilísticas. Dos son las principales, que podemos llamar poesía de la tierra y poesía sinérgica. La poesía de la tierra abarca desde sus inicios, con el libro Canto a la sabana (1970), que contiene el poema homónimo, hasta El racimo y la estrella (1993), que constituye un resumen personal de esta concepción creadora. Ese lapso incluye Puerta al camino (1992) y Pasando por un trillo (poesía para niños, 1997), además de los mencionados. Se distingue por el tratamiento de la relación entre la nación cubana, el destino del individuo y la naturaleza. Es frecuente en la configuración imaginal el punto de vista de la mirada del niño y la fusión de lo épico y lo lírico. El lenguaje se encuentra trabajado desde la más rica norma castellana, y no faltan la elegancia y el énfasis en la enunciación. Se atiende a los aspectos rítmicos del discurso lírico, y se eluden la anécdota y la inmediatez periodística, que faltaban, en el primer rasgo, o se abusaba de ellas, en el segundo, dentro de la poesía imperante en las publicaciones culturales cubanas de la época. Se reincorporó la décima y el soneto, que no eran de interés coloquialista, aunque se mantuvo el verso libre, pues sus libros de esta fase abundan en la diversificación de formas, dentro de un estilo de cuidada elaboración y una temática rica en asociaciones naturales y subjetivas. Su poesía revela desde sus inicios un sentido especial del espacio, que recupera el intemperismo y la significación del camino como símbolo del espíritu. Las vinculaciones de lo sensorial, lo afectivo y lo intelectivo en la voz del sujeto, y del sujeto con su comunidad histórica y la especie humana, ofrecen a sus textos una profunda complejidad de sentido en medio de una aparente sencillez de elocución.
A lo largo de los años ochenta escribió numerosos textos que reunió en su libro El hombre cotidiano (1996), que constituye una evidente bisagra entre la fase de la poesía de la tierra y la poesía sinérgica. El conjunto ofrece una visión del ser humano de cada día, desde una alta elaboración subjetiva, y funde los elementos telúricos precedentes con los de síntesis antropológica que vendrían después. Hay allí en algunos textos, además, exploraciones que no han encontrado continuidad expresiva, al menos hasta ahora, como la ironía o la celebración de lo aparentemente superfluo.

### La poesía sinérgica
Desde su inicio, el poeta expresó en sus textos una mirada holística del mundo. Esta concepción adquirió mayor nitidez en la trílogía lírica Tablillas de barro (compuesta por una serie escrita de 1993 en adelante, y publicadas las dos primeras partes en 1996 y 2000). A partir de 1995, en que escribe el poema El juntador, insiste de modo explícito en esta nueva abertura de su compás creador. Libros como Rapsodia de vivir (1992), La piedra de Sísifo (1993), Pensamientos libres (1994), Transfiguraciones (1997), Synergos (1999), La hilacha (2000), entre otros, son escalas de ese desarrollo. Esta concepción de la realidad y de la poesía, basada en la coordinación de lo disímil en la búsqueda de una convivencia dinámica, permea todos sus libros éditos e inéditos. La fase es distinguible por sus rasgos formales y de contenido. Sin abandonar ni uno solo de sus presupuestos, sino acendrándolos según las nuevas circunstancias sociohistóricas, el poeta insiste en su discurso de relación entre las grandes esferas del hombre y el cosmos. Pero nuevos gestos de escritura asoman, precisamente para dar cumplimiento expresivo al crecimiento de su visión. El sujeto lírico no deja de ser voz del ser humano común en medio de su espacio natural, pero ahora suma al sujeto de cultura de cualquier sector, tiempo y espacio, que desde un estadio superior de imbricación con lo natural reúne lo tangible y lo mental en cada intervención lírica. El poeta parece tener la función, según se deriva de la significación de sus textos, de establecer los arcos voltaicos entre lo diferente para que pueda surgir la armonía de la luz. Esto es válido como sistema de escritura y sistema de convivencia y realización humana. Se aprecia en la fricción entre los adjetivos y los sustantivos, en la explotación semántica de los nombres propios, en términos y nociones que se acarrean desde todas las áreas de práctica y saber, en la intensificación de las cargas simbólicas, en la dinamización de la memoria individual y colectiva, en la gravedad y solemnidad que a veces adquiere el tono, que se mueve en las extrañas fronteras de lo lírico y lo épico, de lo monológico y lo dialógico. Cualquiera de estos rasgos son detectables en el conjunto creador de esta fase, que abarca todos sus últimos libros.

## Obra
- Puerta al camino  (poesía) 1992
- Canto a la sabana (poesía)  1996, 2007
- El hombre cotidiano (poesía) 1996
- Tablillas de barro I (poesía)  1996
- Pasando por un trillo (poesía) 1997, 2003
- Transfiguraciones (poesía)  1999
- Tablillas de barro II (poesía) 2000
- El racimo y la estrella (poesía) 2002
- Encaminismo  (Antología personal 1970-1999, poesía) 2005
- Synergos (poesía) 2005, 2007
- Poesía de la tierra (poesía) 2005
- Fogatas sobre el polvo (poesía)   2006
- Rapsodia de vivir (poesía)  2006
- La hilacha (poesía) 2006
- Pensamientos libres (poesía)  2006
- El relámpago en la espiga (poesía) 2007
- Tablillas de barro (poesía, tríptico lírico) 2007
- Synergos (traducción al inglés de sus poesías escogidas por el poeta norteamericano Steven Reese) 2009
- La hilacha y otras transfiguraciones (poesía) 2009
- La piedra de Sísifo, (poesía) Colección SurEditores, La Habana 2012